# Géraud III d'Armagnac
Géraud III, mort en 1160, comte d'Armagnac de 1110 à 1160 et de Fezensac, était fils de Bernard III, comte d'Armagnac, et d'Alpaïs de Turenne.
Il épousa en 1119 Anicelle, comtesse de Fezensac, veuve de Bernard III, comte de Bigorre et fille d'Astanove II, comte de Fézensac. Il eut :
- Bernard IV (1136 † 1193), comte d'Armagnac et de Fézensac ;
- Mascarose, mariée à Odon de Lomagne, seigneur de Firmacon. Ils sont à l'origine de la seconde maison d'Armagnac.

L'unique fille du premier mariage d'Anicelle de Fézensac, Béatrix de Bigorre, était morte en 1114, ce qui permit l'union définitive des deux comtés d'Armagnac et du Fézensac, séparés depuis le Xe siècle.